# Capitão-de-bigode-limão
Capitão-de-garganta-limão ou capitão-de-bigode-limão (nome científico: Eubucco richardsoni) é uma espécie de ave piciforme da família Capitonidae.
Pode ser encontrada no Bolívia, Brasil, Colômbia, Equador e Peru.

## Subespécies
São reconhecidas quatro subespécies:
- Eubucco richardsoni richardsoni (G. R. Gray, 1846) - ocorre no Sudeste da Colômbia, Leste do Equador e Norte do Peru;
- Eubucco richardsoni nigriceps (Chapman, 1928) - ocorre do Nordeste do Peru, na região do baixo Rio Napo até o extremo Noroeste do Brasil no Oeste do estado do Amazonas;
- Eubucco richardsoni aurantiicollis (P. L. Sclater, 1858) - ocorre no Leste do Peru, na região do Rio Marañón e no Oeste do Brasil do Sul do estado do Amazonas até o Noroeste da Bolívia;
- Eubucco richardsoni purusianus (Gyldenstolpe, 1951) - ocorre no Oeste do Brasil, no Sul do estado do Amazonas, da região do Rio Juruá até o alto Rio Madeira.